# Rayo Cortado
Rayo Cortado es una comuna situada en el departamento Río Seco, provincia de Córdoba, Argentina. Tiene una población de 839 habitantes.
Se encuentra situada a aproximadamente 190 km de la Ciudad de Córdoba, sobre la RN 9.

## Geografía

### Población
Cuenta con 675 habitantes (Indec, 2010), lo que representa un incremento del 139% frente a los 282 habitantes (Indec, 2001) del censo anterior.
| Gráfica de evolución demográfica de Rayo Cortado entre 1991 y 2010 |
|                                                                    |
| Fuente: Censos nacionales del INDEC                                |

### Educación
Los siguientes colegios integran la oferta educativa en esta localidad:
- Escuela Coronel Francisco de Bedoya
- CENMA nro. 820
- IPEM 371 Mariano Moreno [1]

### Lugares religiosos
- Parroquia de San Roque de Montpellier[2]

### Sismicidad
La sismicidad de la región de Córdoba es frecuente y de intensidad baja, y un silencio sísmico de terremotos medios a graves cada 30 años en áreas aleatorias. Sus últimas expresiones se produjeron:
- 22 de septiembre de 1908 (116 años), a las 17.00 UTC-3, con 6,5 Richter, escala de Mercalli VII; ubicación 30°30′0″S 64°30′0″O / -30.50000, -64.50000; profundidad: 100 km; produjo daños en Deán Funes, Cruz del Eje y Soto, provincia de Córdoba, y en el sur de las provincias de Santiago del Estero, La Rioja y Catamarca[4]

- 16 de enero de 1947 (78 años), a las 2.37 UTC-3, con una magnitud aproximadamente de 5,5 en la escala de Richter (terremoto de Córdoba de 1947)[3]

- 28 de marzo de 1955 (70 años), a las 6.20 UTC-3 con 6,9 Richter: además de la gravedad física del fenómeno se unió el desconocimiento absoluto de la población a estos eventos recurrentes (terremoto de Villa Giardino de 1955)

- 7 de septiembre de 2004 (20 años), a las 8.53 UTC-3 con 4,1 Richter

- 25 de diciembre de 2009 (15 años), a las 21.42 UTC-3 con 4,0 Richter

## Economía
La principal actividad económica de la localidad es la agricultura seguida por la ganadería, siendo el principal cultivo la soja.
El turismo también tiene cierta relevancia junto con la minería.